# Большие часы
«Большие часы» (англ. The Big Clock) — фильм в жанре нуар режиссёра Джона Фэрроу, вышедший на экраны в 1948 году.
Поставленный по одноименной книге Кеннета Фиринга и сценарию Джонатана Латимера, который практически полностью совпадает с содержанием книги, фильм Фэрроу в великолепном визуальном стиле рассказывает историю из среды высшего нью-йоркского общества 1940-х годов, предлагая одну из первых (но довольно точных) картин современной медиа-индустрии. Фильм был одним из первых примеров суб-жанра «газетный нуар», к которому относятся также такие картины, как «Звонить Нортсайд 777», «Туз в рукаве», «Пока город спит» и «Сладкий запах успеха».
Небоскрёб в стиле арт-деко, в интерьерах которого происходит большая часть фильма, наряду с гигантскими часами, установленными в нём, становится полноправным участником картины.
Главную роль в фильме исполнил Рэй Милланд, известный ролями в таких фильмах нуар, как «Министерство страха» (1944), «Потерянный уикэнд» (1945), за которую получил Оскар, и "В случае убийства набирайте «М» (1954).
Фильм знаменателен также участием в нём двух знаменитых кинематографических пар — актрисы Морин О'Салливан и режиссёра Джона Фэрроу, а также Эльзы Ланчестер и Чарльза Лоутона. Знаменитая ролью подружки Тарзана в классической серии фильмов 1930-40-х годов, О’Салливан в реальной жизни была женой режиссёра Фэрроу и родила ему семерых детей, среди них известная актриса Миа Фэрроу. Лэнчестер и Лоутон сыграли вместе в общей сложности в двенадцати фильмах, наиболее удачным среди которых стал судебный триллер Билли Уайлдера «Свидетель обвинения» (1957).
В 1948 году Фэрроу был номинирован за этот фильм на Золотого льва Венецианского кинофестиваля, а в 1949 году Фиринг и Латимер были удостоены номинации на премию Эдгара Алана По.

## Сюжет
Главный редактор нью-йоркского журнала криминальных новостей Джордж Страуд (Рэй Милланд) скрывается от службы безопасности здания в часовой башне небоскреба «Дженот пабликейшнс» в Нью-Йорке. Эти часы являются архитектурной доминантой огромного холла здания издательской компании «Дженот». Страуд попал в ловушку, его жизнь в опасности, а его спасение измеряется движением минутной стрелки огромных часов. Далее история излагается в форме воспоминания Страуда о последних 36 часах его жизни…
Страуд делает успешную карьеру редактора журнала криминальных расследований в издательстве «Дженот». Однако он настолько занят на работе, что уже в течение семи лет не может взять отпуск и провести с женой Джорджетт (Морин О'Салливан) медовый месяц. Накануне очередной попытки уйти в отпуск Страуд получает от своего босса-диктатора Эрла Дженота (Чарльз Лоутон) указание отменить поездку и начать работу над специальным проектом. Не в силах более это терпеть такое положение, Страуд подает в отставку.
В подавленном состоянии Страуд встречает бывшую модель из журнала Дженота и его любовницу Полин Йорк (Рита Джонсон), которая предлагает Страуду компрометирующую информацию на Дженота для написания скандальной книги. Страуд идет с ней в бар, и, засидевшись, опаздывает на поезд, на котором уезжает не дождавшаяся его расстроенная жена. Страуд и Полин проводят ночь в нью-йоркских барах, гуляют по городу, покупают картину в галерее и заканчивают общение у неё дома. Когда Страуд выходит из её квартиры, его замечает поднимающийся Дженот, хотя и не успевает увидеть его лицо. В свою очередь, Страуд узнает входящего в квартиру Дженота. Хотя между Страудом и Полин ничего не было, но Дженот предполагает, что она встречалась с любовником, и в порыве ревности убивает её настольными часами. В панике Дженот звонит своему генеральному менеджеру Стиву Хагену (Джордж Макреди), вместе с которым они решают свалить убийство на человека, которого Дженот видел выходящим из квартиры.
Дженот думает, что этого человека зовут Джефферсон Рандольф — этим именем Страуд пользовался предыдущей ночью. Дженот возвращает Страуда обратно в журнал, чтобы тот возглавил работу журнальных следователей по розыску Рандольфа. Страуд вынужден вернуться, чтобы контролировать ход событий. Начинается игра на встречных курсах. Дженот и Хаген собирают и фабрикуют улики против Рандольфа, чтобы убить его якобы при попытке к бегству. В свою очередь Страуд, делая вид, что организует поиски Рандольфа, на самом деле всячески тормозит их и одновременно пытается собрать улики против Дженота. Постепенно узел доказательств закручивается все туже, как вокруг Дженота, так и вокруг Страуда, приобретая порой странные обороты благодаря эксцентричной художнице (Эльза Ланчестер), которая ночью видела подозреваемого, когда он покупал у неё картину.
Дженот собирает всех свидетелей пьяного загула Полин и Страуда в здании небоскрёба. Один из свидетелей замечает Страуда в холле и говорит Дженоту, что убийца находится в здании. По указанию Дженота все выходы из здания мгновенно перекрывают, и охрана здания начинает тотальный обыск всех помещений. Страуд оказывается в западне. На этом вспоминание Страуда заканчивается…
Находясь в практически безвыходном положении, Страуд в последний момент с помощью своего приятеля, играющего роль полицейского детектива, и приехавшей из отпуска жены всё-таки берёт верх над Дженотом. Приятель-лже-детектив сообщает Дженоту, что полиция располагает достаточными уликами, чтобы обвинить в убийстве Хагена. Когда Дженот вместо того, чтобы возразить детективу, говорит Хагену, что наймёт для него лучших адвокатов, тот приходит в ярость и заявляет, что убийцей является сам Дженот. В порыве ярости Дженот убивает Хагена и пытается бежать, но, не разобравшись, падает в шахту сломавшегося лифта. Страуд звонит в полицию, а Джорджетт целует его.

## В ролях
- Рэй Милланд — Джордж Страуд
- Чарльз Лоутон — Эрл Дженот
- Морин О'Салливан — Джорджетт Страуд
- Джордж Макреди — Стив Хаген
- Рита Джонсон — Полин Йорк
- Эльза Ланчестер — Луиз Паттерсон
- Филип Ван Зандт — Сидни Кеслав
- Гарольд Вермилья — Дон Клаусмайер
- Элейн Райли — Лили Голд
- Лестер Дорр — таксист (в титрах не указан)

## Оценка критики
Как написал в «Нью-Йорк таймс» критик Босли Кроутер после выхода фильма в свет в 1948 году: «Сценарист Джонатан Латимер и режиссёр Джон Фэрроу создали фильм с быстрым темпом, юмором, атмосферой и мощным зарядом саспенса. Вне сомнения, в его ткани есть свои дыры — даже, наверное, один или два разрыва — и любитель точности наверняка сразу заметит их. Но сюжет движется столь стремительно мимо них и настолько захватывает, что этот не слишком доверчивый зритель даже не успеет указать на них пальцем… В качестве сборщика улик ради самозащиты, Рэй Милланд выполняет прекрасную работу, исполняя роли галантного кавалера и одновременно человека в отчаянии, на которого ведётся охота. Чарльз Лоутон характерно одиозен в роли садистского издателя, а Джордж Макреди вкрадчив в качестве его подручного, в то время, как Морин О'Салливан очаровательно в роли положительной жены Рэя. Исключительными, однако стали несколько человек, которые сыграли небольшие, но наэлектризованные характерные роли: Эльза Ланчестер в роли слегка чокнутой художницы и Дуглас Спенсер в роли бармена. Мисс Ланчестер воистину восхитительна благодаря своей безумной походке и дикому, эксцентрическому смеху»/.
Журнал «Тайм-аут» следующим образом охарактеризовал картину: "Отличный нуаровый триллер, в котором криминальный журналист Милланд оказывается невинно связанным с девушкой, которую после этого убивает его страдающий манией величия босс Лоутон, и которому после этого Лоутон поручает найти подозреваемого. Когда он сам становится подозреваемым, ловушка как будто захлопывается… С сильной актёрской игрой (особенно, Лоутона в роли тучного, сексуально немощного магната, уверенного в своей способности управлять правосудием с помощью своего богатства и положения), фильм также доставляет наслаждение запоминающейся режиссёрской работой Фэрроу: огромные часы газетного конгломерата символизируют не только гонку со временем, но также и бесчеловечно жёсткий мир, в котором происходит действие; фаллический аксессуар, которым убийца-импотент убивает издевающуюся над ним любовницу; и изумительная контрастная операторская работа Сейтца, изображающая мир разобщенности, в котором ничто не является тем, чем кажется. По роману Кеннета Фиринга, ставшему источником фильма, был поставлен ремейк с очень сильными сюжетными изменениями под названием «Нет выхода» (1986).
Дейв Керр в «Чикаго ридер» написал: «Джон Фэрроу поставил этот сделанный со вкусом фильм нуар, который напоминает Фритца Ланга без ланговской истерии… Фэрроу создает холодную пугающую атмосферу, прежде всего, мастерским использованием стилей и форм современной архитектуры. Не самый выдающийся триллер, но очень неплохой».